# Diecéze lemanská
Diecéze lemanská (lat. Dioecesis Cenomanensis, franc. Diocèse du Mans) je francouzská římskokatolická diecéze. Leží na území departementu Sarthe, jehož hranice přesně kopíruje. Sídlo biskupství i katedrála St-Julien du Mans se nachází v Le Mans. Diecéze lemanská je součástí renneské církevní provincie.

## Historie
Diecéze v Le Mans byla založena v průběhu 5. století. Když byla 30. června 1855 založena diecéze lavalská, bylo z diecézí lemanské a angerské vyčleněno území, které připadlo nově zřízené diecézi.
Od 8. prosince 2002 je diecéze lemanská sufragánem arcidiecéze renneské. Předtím byla postupně sufragánem arcidiecézí bourgeské, pařížské, senské a tourské.
Od 21. listopadu 2008 je diecézním biskupem Yves Le Saux.